# Rutulski rajon
Der Rajon Rutul (russisch Рутульский район; lesgisch Рутул район Rutul rajon) ist ein Rajon in der Republik Dagestan, Russland. Das Verwaltungszentrum ist der Aul (offiziell Selo) Rutul.

## Geografie
Der Rajon Rutul befindet sich im Süden Dagestans und wird innerhalb der Republik Dagestan von den Rajons Achtynski, Kurach, Lakski, Kulinski und Tscharodinski umgeben. Im Süden grenzt der Rajon an die Republik Aserbaidschan (Rayon Şəki). Die größten Flüsse im Gebiet sind Samur und Rutul. Die Fläche beträgt 2188 km².

## Geschichte
Der Rajon in seiner heutigen Form wurde im Jahr 1929 geschaffen.

## Bevölkerung
Die Einwohnerzahl betrug 2002 nach offizieller Volkszählung 23.503. Die meisten Einwohner sind sunnitische Muslime und gehören zur namensgebenden Ethnie der Rutulen.

## Administrative Teilung
Im Rajon gibt es 40 Siedlungen.